# Monocardia
Monocardia é um género botânico pertencente à família Plantaginaceae.

## Espécies
- Monocardia albida
- Monocardia humilis
- Monocardia lilacina
- Monocardia violacea